# Esposa del Presidente de la República Popular China
La esposa del presidente de la República Popular China, también conocida como la primera dama de China, es la esposa del presidente de China. Ha habido siete mujeres que han estado casadas con presidentes chinos durante el cargo.

## Función y deberes
La función del cónyuge presidencial no es una oficina oficial, no tiene un salario establecido o deberes oficiales. La mayoría de cónyuges se han mantenido al margen. Aun así, el cónyuge actual Peng Liyuan ha obtenido atención pública a través de sus carreras independientes propias y consecuciones. 

## Lista de cónyuges del Presidente
| 1                                 |                       | Jiang Qing            | Teatro Experimental Provincial de Shandong | 19 de marzo de 1914      | 20 de noviembre de 1938 | Mao Zedong    | 27 de septiembre de 1954 | 27 de abril de 1959   |
| 2                                 |                       | Wang Guangmei         | Universidad Católica Fu Jen                | 26 de septiembre de 1921 | 21 de agosto de 1948    | Liu Shaoqi    | 27 de abril de 1959      | 21 de octubre de 1968 |
| —                                 | Él Lianying           | N/Un                  | N/Un                                       | N/Un                     | N/Un                    | Dong Biwu     | 31 de octubre de 1968    | 17 de enero de 1975   |
| Presidencia abolida (1975 — 1982) |                       |                       |                                            |                          |                         |               |                          |                       |
| 3                                 |                       | Lin Jiamei            | Universidad Médica de Tong                 | 1924                     | Sin datos               | Li Xiannian   | 18 de junio de 1983      | 8 de abril de 1988    |
| —                                 | Viudo antes del cargo | Viudo antes del cargo | Viudo antes del cargo                      | Viudo antes del cargo    | Viudo antes del cargo   | Yang Shangkun | 8 de abril de 1988       | 27 de marzo de 1993   |
| 4                                 |                       | Wang Yeping           | Instituto de Lengua Extranjera de Shanghái | Febrero de 1928          | Diciembre de 1949       | Jiang Zemin   | 27 de marzo de 1993      | 15 de marzo de 2003   |
| 5                                 |                       | Liu Yongqing          | Universidad Tsinghua                       | 1940                     | Febrero de 1970         | Hu Jintao     | 15 de marzo de 2003      | 14 de marzo de 2013   |
| 6                                 |                       | Peng Liyuan           | Conservatorio de Música de China           | 20 de noviembre de 1962  | 1 de septiembre de 1987 | Xi Jinping    | 14 de marzo de 2013      | En el cargo           |

### Otro
Líder Supremo
A veces el cónyuge de los Líderes Supremos también son conocidas como primera dama: Han Zhijun (esposa del Premier Hua Guofeng) y Zhuo Lin (esposa de Deng Xiaoping).
Esposa del jefe de Estado de China (1975–1978)
La Esposa del jefe de Estado de China bajo la 2.ª Constitución: Kang Keqing (esposa de Zhu De) y Li Gang (esposa de Ye Jianying).